# Jean Marie Dongou
Jean Marie Dongou Tsafack (Douala, 20 aprile 1995) è un ex calciatore camerunese, di ruolo attaccante.

## Caratteristiche tecniche
Attaccante polivalente, in grado di agire sia da prima punta che da ala, in grado di abbinare forza fisica ad un'eccellente velocità in progressione che gli consente di saltare con facilità il diretto avversario. In giovane età è stato paragonato al connazionale Samuel Eto'o, salvo poi non rispettare le attese.

## Carriera

### Club
Muove i suoi primi passi in Camerun, nella Samuel Eto'o Academy, scuola calcio dell'asso camerunense. Nel 2008, all'età di 13 anni viene tesserato dal Barcellona, che lo inserisce nel proprio settore giovanile. Esordisce in prima squadra il 6 dicembre 2013 nella gara di andata di Coppa del Re vinta contro il Cartagena, sostituendo al 78' Alexis Sánchez e bagnando l'esordio con la rete del definitivo 4-1. L'11 dicembre esordisce in UEFA Champions League contro il Celtic - gara valida per la sesta giornata della fase a gironi - subentrando a 10' dal termine al posto di Neymar. Il 19 gennaio 2014 esordisce in Liga contro il Levante, subentrando a Xavi nei minuti finali di gara.
Il 22 gennaio 2016 firma un contratto valido fino al 2017 con il Real Saragozza. Dopo aver trascorso alcuni anni nelle serie minori, l'11 febbraio 2020 si accorda a parametro zero con l'Honka, in Finlandia.

### Nazionale
Nel 2012 ha segnato 2 gol in 4 presenze con la nazionale camerunese Under-20.

## Statistiche

### Presenze e reti nei club
Statistiche aggiornate al 28 maggio 2022.
| Stagione              | Squadra               | Campionato            | Campionato | Campionato | Coppe nazionali | Coppe nazionali | Coppe nazionali | Coppe continentali | Coppe continentali | Coppe continentali | Altre coppe | Altre coppe | Altre coppe | Totale | Totale |
| Stagione              | Squadra               | Comp                  | Pres       | Reti       | Comp            | Pres            | Reti            | Comp               | Pres               | Reti               | Comp        | Pres        | Reti        | Pres   | Reti   |
| --------------------- | --------------------- | --------------------- | ---------- | ---------- | --------------- | --------------- | --------------- | ------------------ | ------------------ | ------------------ | ----------- | ----------- | ----------- | ------ | ------ |
| 2011-2012             | Barcellona B          | SD                    | 12         | 2          | -               | -               | -               | -                  | -                  | -                  | -           | -           | -           | 12     | 2      |
| 2012-2013             | Barcellona B          | SD                    | 32         | 5          | -               | -               | -               | -                  | -                  | -                  | -           | -           | -           | 32     | 5      |
| 2013-2014             | Barcellona B          | SD                    | 30         | 8          | -               | -               | -               | -                  | -                  | -                  | -           | -           | -           | 30     | 8      |
| 2013-2014             | Barcellona            | PD                    | 1          | 0          | CR              | 1               | 1               | UCL                | 1                  | 0                  | SS          | -           | -           | 3      | 1      |
| 2014-2015             | Barcellona B          | SD                    | 39         | 11         | -               | -               | -               | -                  | -                  | -                  | -           | -           | -           | 39     | 11     |
| 2015-gen. 2016        | Barcellona B          | SDB                   | 19         | 3          | -               | -               | -               | -                  | -                  | -                  | -           | -           | -           | 19     | 3      |
| Totale Barcellona B   | Totale Barcellona B   | Totale Barcellona B   | 132        | 29         |                 | -               | -               |                    | -                  | -                  |             | -           | -           | 132    | 29     |
| gen.-giu. 2016        | Real Saragozza        | SD                    | 17         | 4          | CR              | -               | -               | -                  | -                  | -                  | -           | -           | -           | 17     | 4      |
| 2016-2017             | Real Saragozza        | SD                    | 14         | 3          | CR              | 0               | 0               | -                  | -                  | -                  | -           | -           | -           | 14     | 3      |
| Totale Real Saragozza | Totale Real Saragozza | Totale Real Saragozza | 31         | 7          |                 | 0               | 0               |                    | -                  | -                  |             | -           | -           | 31     | 7      |
| 2017-2018             | Gimnàstic             | SD                    | 8          | 0          | CR              | 0               | 0               | -                  | -                  | -                  | -           | -           | -           | 8      | 0      |
| 2018-gen. 2019        | Lugo                  | SD                    | 12         | 1          | CR              | 2               | 0               | -                  | -                  | -                  | -           | -           | -           | 14     | 1      |
| gen.-giu. 2019        | Lleida                | SDB                   | 8          | 0          | CR              | -               | -               | -                  | -                  | -                  | -           | -           | -           | 8      | 0      |
| 2020                  | Honka                 | VL                    | 13         | 7          | SC              | 3               | 0               | UEL                | 1                  | 0                  | -           | -           | -           | 17     | 7      |
| 2021                  | Honka                 | VL                    | 13         | 3          | SC              | 3               | 0               | UECL               | 4                  | 3                  | -           | -           | -           | 20     | 6      |
| Totale Honka          | Totale Honka          | Totale Honka          | 26         | 10         |                 | 6               | 0               |                    | 5                  | 3                  |             | -           | -           | 37     | 13     |
| gen.-giu. 2022        | Zamora FC             | PF-RFEF               | 12         | 1          | CR              | -               | -               | -                  | -                  | -                  | -           | -           | -           | 12     | 1      |
| Totale carriera       | Totale carriera       | Totale carriera       | 230        | 48         |                 | 9               | 1               |                    | 6                  | 3                  |             | -           | -           | 245    | 52     |

## Palmarès

### Individuale
- Capocannoniere della NextGen Series: 1

2011-2012 (7 gol)